# Doorbraakbloeding
Een doorbraakbloeding is een vrij hevig bloedverlies tussen twee normale menstruaties in (licht bloedverlies wordt spotting genoemd). Treedt dit bloedverlies twee weken voor de volgende menstruatie op (meestal halverwege de menstruatiecyclus), dan is het doorgaans een gevolg van de lichte daling van de hoeveelheid hormonen in het bloed tijdens de eisprong. Heeft men op wisselende tijdstippen tussentijds bloedverlies, dan kunnen stress of medicijnen een rol spelen. Andere mogelijke oorzaken zijn poliepen van de baarmoeder, baarmoederhalskanker, wondjes aan de baarmoedermond of het gebruik van de pil (zeker als men pas start).